# Рейу
Ре́йу (Рэйу; устар. Реио или Рейо; эст. Reiu jõgi, Reyo Jöggi; латыш. Reiu) — река в Эстонии и Латвии, течёт по территории Стайцельской волости Алойского края (Латвия) и муниципалитетов Саарде, Хяэдемеэсте и Пярну в уезде Пярнумаа (Эстония). Левый приток нижнего течения реки Пярну.
Длина реки составляет 72,2 км (по другим данным — 70 км). Площадь водосборного бассейна равняется 905,5 км² (по другим данным — 890 км²).
Вытекает из болотного озера Сокас с северной стороны на высоте 50 м над уровнем моря. На всём протяжении течёт преимущественно на север — северо-запад. Впадает в Пярну на высоте 0,4 м над уровнем моря между городом Пярну и посёлком Пайкузе.